# Мысово (усадьба)
Мысово — усадьба, расположенная в городе Долгопрудном Московской области.

## История
Упоминается в документах со второй половины XVII века как владение княгини А. И. Черкасской. До XVIII века в селе не строились привычные для помещиков постройки — церковь и крестьянские дворы. В середине XIX века селом владел А. А. Калашников. После освобождения крестьян от крепостной зависимости в 1861 году Калашников продал Мысово. В 1860-х годах Мысово принадлежало купцу В. В. Пегову, от которого в 1873 году перешло к промышленнику Н. П. Малютину. Существовал не имеющий никакого подтверждения слух, якобы Малютин проиграл имение в карты купцу А. Г. Кузнецову. В 1890 году Кузнецов начал работать над обустройством усадьбы, построив двухэтажную каменную усадьбу с первым каменным и вторым деревянным этажом с граненой башней на углу, рядом был посажен парк и выстроены шесть деревянных домов, которые сдавались под дачи. Кузнецовы владели усадьбой до революции 1917 года. В 1921 году, чтобы избежать репрессий, на деньги последней владелицы усадьбы А. И. Кузнецовой была организована коммуна из служащих слуг. В 1929 году вместо коммуны был организован колхоз, а дом агронома стал школой, в которой с 1937 по 1965 год обучали сельскохозяйственных работников. В одном из домов в советское время находилась Мысовская огородно-садоводческая станция. В 1966 году бывшая усадьба была обнесена оградой. Позже здесь расположился Московский камнеобрабатывающий комбинат.
Сохранились здание усадьбы с башней и дом агронома, в 1980-х годах некоторые строения были утрачены, на их месте расположены гаражи. Конный двор усадьбы практически разрушен, от обширного парка осталась небольшая его часть.